# 3ª edizione dei Critics' Choice Awards
La 3ª edizione dei Critics' Choice Awards si è tenuta il 20 gennaio 1998, premiando le migliori produzioni cinematografiche del 1997.

## Cinema

### Miglior film
- L.A. Confidential, regia di Curtis Hanson
- Le ali dell'amore (The Wings of the Dove), regia di Iain Softley
- Amistad, regia di Steven Spielberg
- Boogie Nights - L'altra Hollywood (Boogie Nights), regia di Paul Thomas Anderson
- Donnie Brasco, regia di Mike Newell
- Full Monty - Squattrinati organizzati (The Full Monty), regia di Peter Cattaneo
- Qualcosa è cambiato (As Good as It Gets), regia di James L. Brooks
- Sesso & potere (Wag the Dog), regia di Barry Levinson
- Titanic, regia di James Cameron
- Will Hunting - Genio ribelle (Good Will Hunting), regia di Gus Van Sant

### Miglior attore
- Jack Nicholson – Qualcosa è cambiato (As Good as It Gets)

### Miglior attrice
- Helena Bonham Carter – Le ali dell'amore (The Wings of the Dove)

### Miglior attore non protagonista
- Anthony Hopkins – Amistad

### Miglior attrice non protagonista
- Joan Cusack – In & Out

### Miglior regista
- James Cameron – Titanic

### Migliore sceneggiatura originale
- Ben Affleck e Matt Damon – Will Hunting - Genio ribelle (Good Will Hunting)

### Migliore sceneggiatura non originale
- Brian Helgeland e Curtis Hanson – L.A. Confidential

### Miglior film per famiglie
- Anastasia, regia di Don Bluth e Gary Goldman

### Miglior film straniero
- Vuoi ballare? - Shall We Dance? (Shall we dansu?), regia di Masayuki Suo • Giappone

### Miglior film documentario
- 4 Little Girls, regia di Spike Lee

### Artista dell'anno
- Matt Damon – Will Hunting - Genio ribelle (Good Will Hunting)

### Premio alla carriera
- Robert Wise

## Top Film
(In ordine alfabetico)
- Le ali dell'amore (The Wings of the Dove), regia di Iain Softley
- Amistad, regia di Steven Spielberg
- Boogie Nights - L'altra Hollywood (Boogie Nights), regia di Paul Thomas Anderson
- Donnie Brasco, regia di Mike Newell
- Full Monty - Squattrinati organizzati (The Full Monty), regia di Peter Cattaneo
- L.A. Confidential, regia di Curtis Hanson
- Qualcosa è cambiato (As Good as It Gets), regia di James L. Brooks
- Sesso & potere (Wag the Dog), regia di Barry Levinson
- Titanic, regia di James Cameron
- Will Hunting - Genio ribelle (Good Will Hunting), regia di Gus Van Sant

## Televisione

### Miglior film per la televisione
- Don King - Una storia tutta americana (Don King: Only in America), regia di John Herzfeld